# Mildred Davis

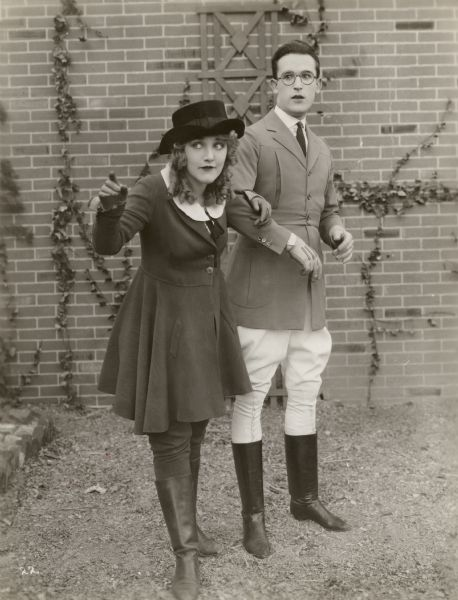
Mildred Davis e Harold Lloyd em uma cena do filme de comédia mudo Among Those Presente (1921)

Mildred Hillary Davis (Filadélfia, 22 de fevereiro de 1901 – Santa Mônica, 18 de agosto de 1969) foi uma atriz norte-americana, conhecida por seu trabalho em numerosos clássicos mudos de seu futuro marido, o comediante Harold Lloyd.

## Filmografia selecionada

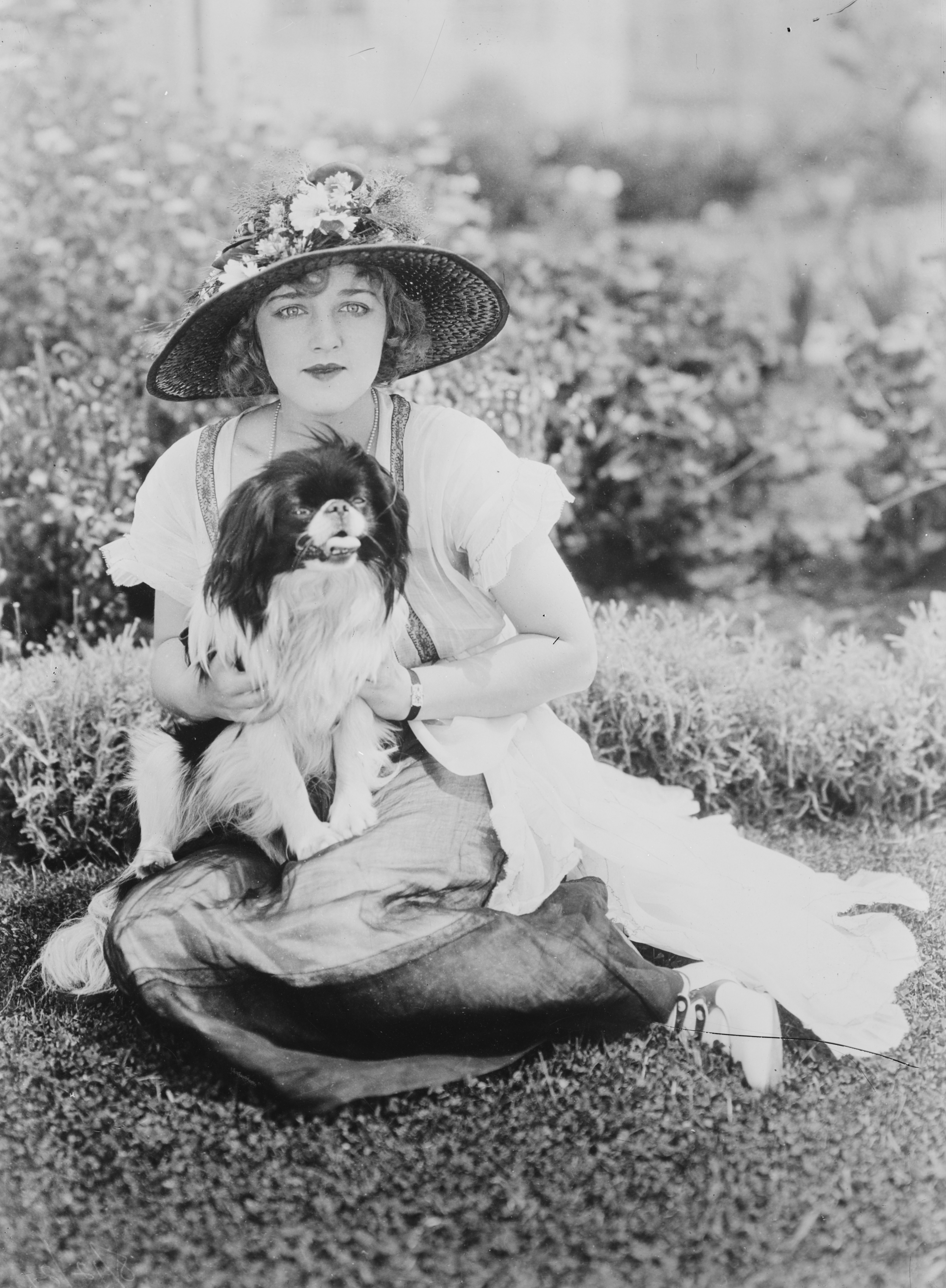
Mildred Davis

- Marriage à la Carte (1916)
- What'll We Do with Uncle? (1917)
- Fighting Mad (1917)
- Bud's Recruit (1918)
- A Weaver of Dreams (1918)
- All Wrong (1919)
- All At Sea (1919) IMDb
- Start Something (1919) IMDb
- Why Go Home? (1919)
- Number, Please? (1920)
- Red Hot Hottentotts (1920)
- Humor Risk (1921)
- Grandma's Boy (1922)
- Temporary Marriage (1923)
- Safety Last! (1923) IMDb
- Too Many Crooks (1927
- The Devil's Sleep (1949)